# Pauli Jørgensen
Pauli Jørgensen   (Frederiksberg, 4 de desembre de 1905 - Frederiksberg, 30 d'octubre de 1993) fou un futbolista danès de la dècada de 1930.
Fou 47 cops internacional amb la selecció de Dinamarca.
Pel que fa a clubs, defensà els colors de Boldklubben Frem.